# 포데브라디

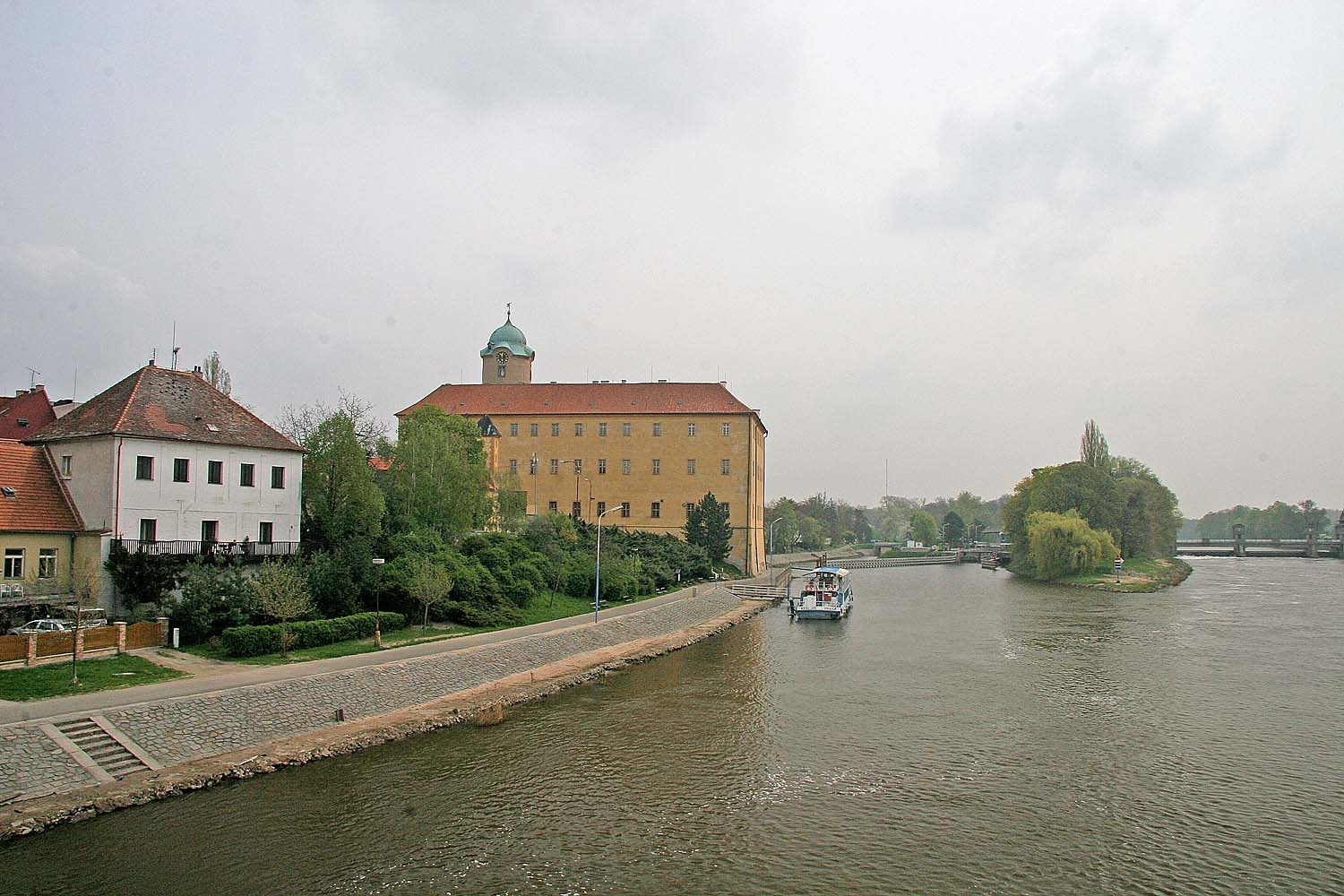
포데브라디 성

포데브라디(체코어: Poděbrady, 독일어: Podiebrad 포디브라트[*])는 체코 중앙보헤미아 주에 위치한 도시로 면적은 33.70km2, 높이는 185m, 인구는 14,032명(2011년 1월 1일 기준), 인구 밀도는 416명/km2이다. 엘베강과 접하며 프라하에서 동쪽으로 50km 정도 떨어진 곳에 위치한다.

시기
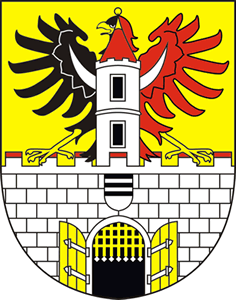
시 문장

## 인구
| 연도           | 인구   | ±%     |
| -------------- | ------ | ------ |
| 1869           | 4,976  | —      |
| 1880           | 5,736  | +15.3% |
| 1890           | 6,096  | +6.3%  |
| 1900           | 6,738  | +10.5% |
| 1910           | 7,165  | +6.3%  |
| 1921           | 7,589  | +5.9%  |
| 1930           | 8,967  | +18.2% |
| 1950           | 12,414 | +38.4% |
| 1961           | 13,162 | +6.0%  |
| 1970           | 13,353 | +1.5%  |
| 1980           | 13,782 | +3.2%  |
| 1991           | 13,213 | −4.1%  |
| 2001           | 13,364 | +1.1%  |
| 2011           | 14,133 | +5.8%  |
| 2021           | 14,536 | +2.9%  |
| 출처: Censuses |        |        |

## 자매 도시
- 체코 마리안스케라즈네
- 슬로바키아 피에슈탸니
- 이스라엘 네타냐
- 프랑스 베르투